# Adams (Wisconsin, Adams megye, nagyváros)
Adams nagyváros az USA Wisconsin államában, Adams megyében. Lakosainak száma 1761 fő (2020. április 1.).

## Népesség
A település népességének változása:

| 2010 | 1 967 |
| 2020 | 1 761 |